# Giovani amari
Giovani amari (in russo Мужской разговор?, Mužskoj razgovor, "Discorsi tra uomini") è un film del 1968 diretto da Igor' Vladimirovič Šatrov. Il film, edito in lingua italiana dalla San Paolo Film, venne trasmesso dalla Rai il 16 settembre 1975 nell'ambito della rubrica Cinema e ragazzi.

## Trama
Il protagonista, Saša Larionov, è un ragazzo di quattordici anni, dal carattere chiuso, con il quale il padre trova difficile avere un dialogo aperto. Saša soffre l'assenza della madre, per la quale il padre non è stato capace di dargli plausibili spiegazioni, limitandosi ad accennare a un suo lungo viaggio d'affari. Durante un litigio con un compagno di scuola e grazie al ritrovamento fortuito di una lettera della madre, Saša scopre che questa è in realtà andata via con un altro uomo e lavora in un cantiere in Siberia. Fortemente scosso dalla notizia, Saša  decide di partire con l'intenzione di ritrovare la madre e restituirla alla famiglia.
Jura Pantjuchin, un amico che abita nello stesso condominio e ha abbandonato la scuola, si offre di aiutarlo economicamente per il viaggio. Ma anche Jura ha una situazione familiare difficile: sua madre vuole risposarsi e Jura, che si aspetta un patrigno non migliore del precedente, cerca di sabotare i suoi piani. Jura sta mettendo da parte i soldi per un viaggio insieme a un conoscente di un suo amico, il quale, in realtà, cerca di trascinare i due ragazzi in una truffa. Sospettoso sull'origine del denaro, Saša rifiuta l'aiuto. Alla fine Saša viene aiutato dall’anziano collega di suo padre, che prende in prestito la somma necessaria per il viaggio.
Saša parte per la Siberia e ritrova la madre. L'arrivo inaspettato del figlio provoca una grande gioia nella madre. L'incontro, inizialmente molto cordiale, si raffredda, però, non appena Saša vede la madre in atteggiamenti affettuosi con il suo nuovo compagno. Saša, turbato, ridimensiona lo slancio affettivo verso la madre e decide di ritornare a casa da suo padre.